# Északi sólyom
Az északi sólyom vagy vadászsólyom (Falco rusticolus) a madarak (Aves) osztályának sólyomalakúak (Falconiformes) rendjébe, azon belül a sólyomfélék (Falconidae) családjába tartozó faj.
Izland nemzeti madara.

## Rendszerezése
A fajt Carl von Linné svéd természettudós írta le 1758-ban.

## Előfordulása
Izland, Norvégia, Svédország, Finnország, Grönland, Kanada, Alaszka és Szibéria sarkvidéki területein él. Európa északi részén 600–1000 költőpár van. Természetes élőhelyei a fenyőerdők, tundrák és tengerpartok, sziklás környezetben. Vonuló faj.

## Megjelenése
Testhossza 60 centiméter, szárnyfesztávolsága 105–135 centiméter, testtömege pedig 1000–2150 gramm. A tojó nehezebb, mint a hím. Ez a faj a legnagyobb a sólymok között. A tollazat a majdnem fehértől (főleg Grönlandon) szürkésbarnáig, vagy szürkéig (különösen Skandináviában) változik. A madár mellkasán nyílhegy alakú rajzolatok láthatók. A faroktollak hosszúak, szélesek, gyakran csíkozottak. Ülés közben túlnyúlnak az evezőtollakon. Az északi sólyom felső csőrkávájának elülső szélén van a „sólyomfog”; ez egy kiszögellés, amely az egész családra jellemző és a zsákmány megölésére szolgál. Egy fészekaljban több színváltozatú fióka is lehet.

## Életmódja
Magányosan vagy párban él; a fiatal madarak ivarérésükig kóborolnak. Tápláléka madarak, emlősök, kétéltűek, halak és rovarok.
|  |  |

## Szaporodása
Az ivarérettséget kétévesen éri el. A költési időszak április–június közötti időszakra tehető. Egy fészekaljban 2–7, legtöbbször 3–4 krémszínű, barnán pöttyözött tojás található. A fészek a csupasz sziklára épül. A tojó 30–36 napig kotlik, eközben a hím védelmezi a fészket és táplálja a tojót. A fiatal madarak 46–49 nap után repülnek ki.
|  |  |

## Természetvédelmi helyzete
Az elterjedési területe rendkívül nagy, egyedszáma 20000-49999 példány közötti és stabil. A Természetvédelmi Világszövetség Vörös listáján nem fenyegetett fajként szerepel. Magyarországon fokozottan védett, természetvédelmi értéke 100 000 Ft.